# Station Vilamalla
Station Vilamalla is een spoorwegstation in de Spaanse regio Catalonië.

## Geschiedenis
Het station werd op 28 oktober 1877 geopend toen de Compañía de los ferrocarriles de Tarragona a Barcelona y Francia (TBF) het deeltraject tussen Girona en Figueres in gebruik nam. De lijn was bedoeld om Barcelona met de Franse grens te verbinden en in 1878 kwam de hele lijn, met een spoorwijdte van 1672 mm, tussen Barcelona en de grensovergang Port Bou/Cerbère gereed. In 1889 stemde TBF in met een fusie met de machtige spoorwegmaatschappij MZA. Deze fusie bleef bestaan tot 1941, het jaar waarin het spoorwegnet in Spanje werd genationaliseerd. Daarbij verdwenen alle bestaande particuliere spoorwegmaatschappijen en werd Renfe opgericht.
Sinds 31 december 2004 wordt de lijn geëxploiteerd door Renfe, terwijl ADIF eigenaar is van alle spoorweginfrastructuur.

## Ligging en inrichting
Het station ligt bij kilometerpaal 65,7 aan het deeltraject Maçanet-Massanes – Port Bou/Cerbère van de spoorlijn Barcelona - Cerbère op 41,9 meter boven zeeniveau. Het hier rechte traject heeft dubbelspoor en is geëlektrificeerd. Het bescheiden stationsgebouw ligt aan de westkant van het spoor enkele kilometers ten oosten van het gelijknamige dorp. Het station kent twee eilandperrons en een perron langs het stationsgebouw. De perrons zijn onderling verbonden met overwegen voor reizigers. Ten zuiden van het station ligt dubbelspoor waarvan het oostelijke is uitgevoerd als drierailig spoor. Ten noorden van het station buigt het verbindingsspoor naar de hogesnelheidslijn af naar het westen. Dit spoor tussen Vilamalla en Figueres-Vilafant is aangelegd met drierailig spoor en werd tussen 2010 en 2013 gebruikt om goederentreinen tussen Frankrijk en de haven van Barcelona een doorgaande verbinding te bieden zonder overslag aan de grens. Voor de toekomst zou dit tracé kunnen worden gebruikt als nieuwe route voor de spoorlijn met Iberisch spoor naar Port Bou.

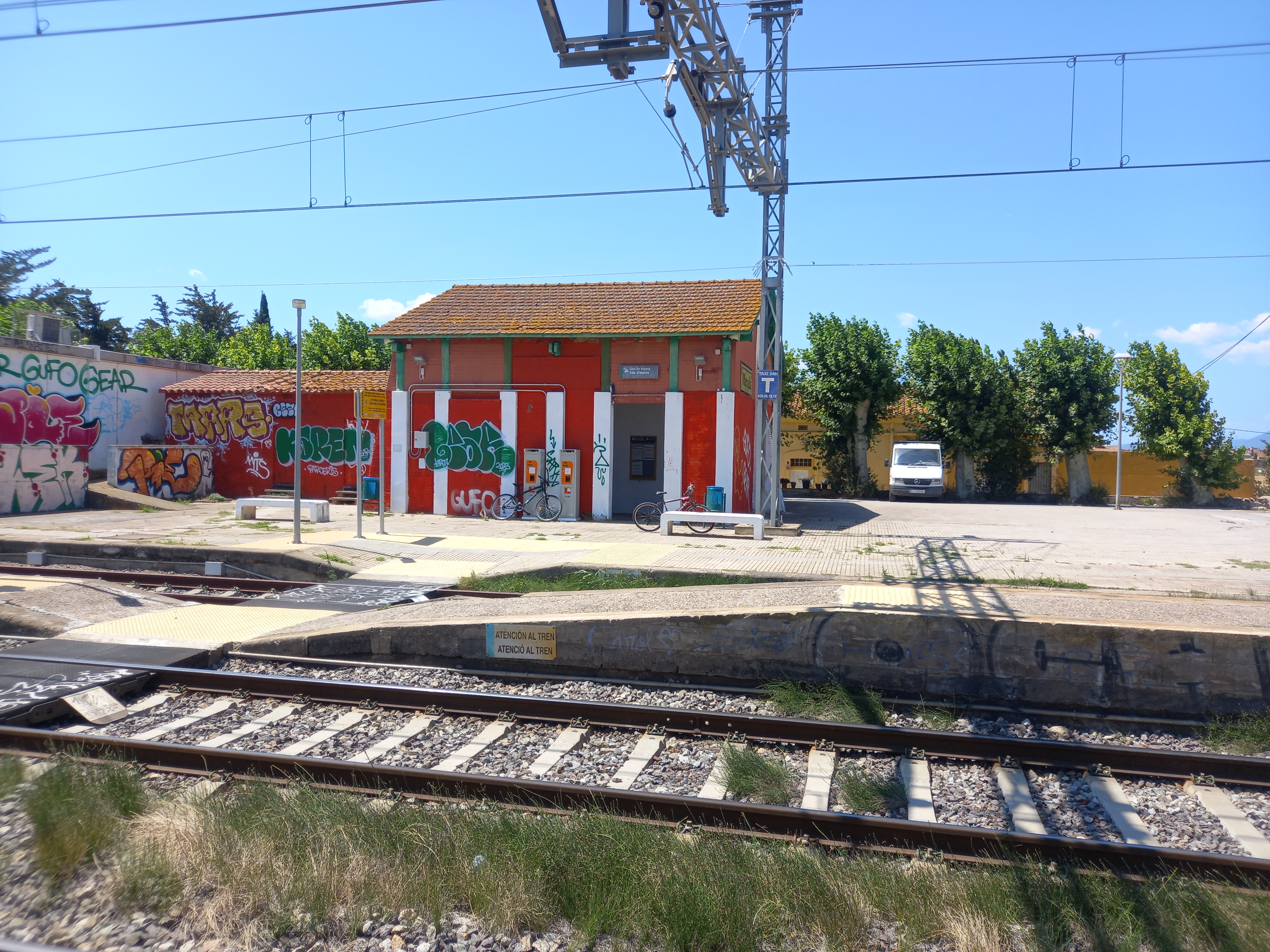
Het station met overwegen
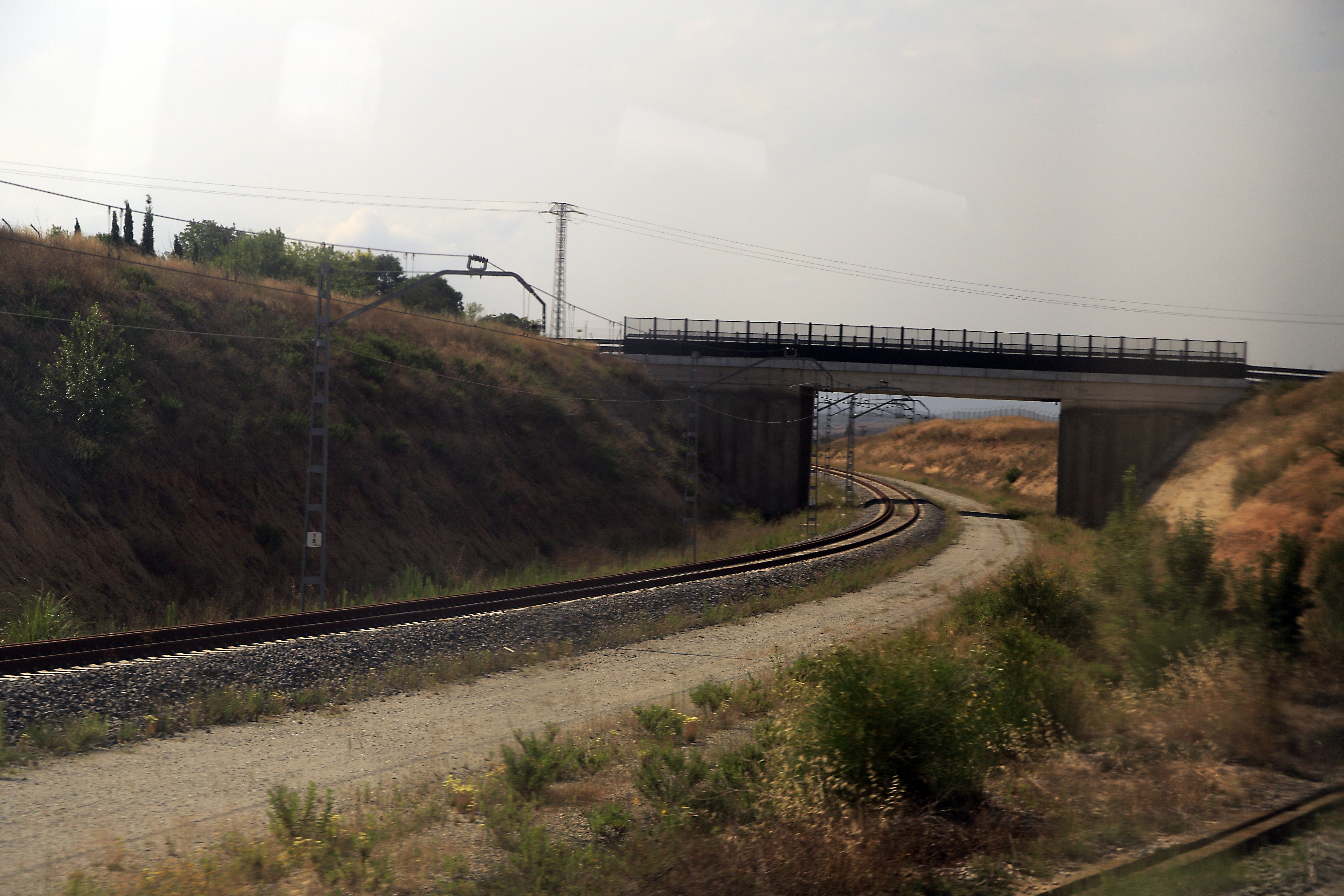
Het verbindingsspoor Vilamalla–Figueras-Vilafant, met ruimte voor toekomstige spoorverdubbeling